# Колменка
Ко́лменка — река в городском округе Кашира Московской области России, левый приток Большой Смедовы.
Берёт начало у деревни Дьяково. Течёт на юго-восток параллельно путям Павелецкого направления Московской железной дороги. Впадает в Большую Смедову в 29 км от её устья по левому берегу, около деревни Топканово. Длина реки составляет 11 км.
Вдоль течения реки расположены населённые пункты Дьяково, Ледово, Веревское, Железня, Топканово.
По данным Государственного водного реестра России, относится к Окскому бассейновому округу. Речной бассейн — Ока, речной подбассейн — бассейны притоков Оки до впадения Мокши, водохозяйственный участок — Ока от города Каширы до города Коломны, без реки Москвы.